# Ruth von Mosbach-Lindenfels
Ruth von Mosbach-Lindenfels war um das Ende des 14. Jahrhunderts eine frühe Äbtissin des Klosters Himmelkron.
Das Wirken von Ruth von Mosbach-Lindenfels als Himmelkroner Äbtissin kann nur über die Amtszeiten ihrer Vorgängerin Anna von Nürnberg, die 1383 starb und ihre Nachfolgerin Agnes von Wallenroth, die bis 1409 Äbtissin war, näher eingegrenzt werden.
Ruth stammte aus dem rheinischen Adelsgeschlecht Mosbach-Lindenfels und ist damit die einzige Äbtissin, die aus einem Adelsgeschlecht stammt, deren Stammgebiet in größerer Entfernung liegt und deren Verbindung zu Himmelkron sich bislang nicht erschlossen hat. Nach Zinck hat sie möglicherweise das Kloster bald wieder verlassen. Für das Jahr 1401 gibt es unsichere Hinweise auf eine weitere Äbtissin namens Lawke.